# Ґирлиґа
Ґирли́ґа (рум. cîrlig < болг. кърлиг < прасл. *krivъ), заст. дирлига — загнутий на кінці ціпок, посох, використовуваний пастухами. Може застосовуватися для поганяння і ловлення тварин, а також для захисту від хижаків. Під час ходьби ґирлиґа заміняє звичайний подорожній посох.

## Символізм
Як неодмінна приналежність пастуха, ґирлиґа стала символом і духовного пастирства: вона послужила зразком для християнської патериці. Вказується, що палиця з гаком полегшує підняття впалих тварин, звідси й символізм патериці як засобу допомоги в скрутних обставинах, яким є Церква. Існує і думка, що патериця водночас символізує як ідею мандрівництва, подвижництва, так і пастирство, мудре керівництво й владу.
Музу Талію іноді зображують з ґирлиґою в руці.
Ґирлиґа з ціпом були знаками фараонської влади в Стародавньому Єгипті (див. ґирлиґа і ціп).